# Пушечников, Василий Лаврентьевич
Василий Лаврентьевич Пушечников (ум. после 1692) — русский государственный и военный деятель, стряпчий (1649), стольник (1675), «стрелецкий полковник» (не позднее 1681) и думный дворянин (1682).

## Биография
Представитель дворянского рода Пушешниковых. В 1649 году впервые упоминается в звании стряпчего.
В 1649 году В. Л. Пушечников дважды «дневал и ночевал» на «государевом дворе». С 1650 года он часто упоминается в числе лиц, которые сопровождали царя Алексея Михайловича во время поездок из столицы на богомолье.
Активный участник Русско-польской войны (1654—1667), во время которой стряпчий В. Л. Пушечников служил «головою московских стрельцов».
В декабре 1658 года В. Л. Пушечников, командуя полком московских стрельцов, был отправлен вместе с воеводой О. И. Сукиным из Смоленска через Витебск в Полоцк. 14 декабря О. Сукин и В. Пушечников прибыли в Витебск, а 21 декабря выступили оттуда к Полоцку. Однако у села Бешенковичи на русское войско напали со своими отрядами полковники Самуил Лукомский, Самуил Кмитич и Кароль Лисовский. Царские воеводы попали в осаду, из которой их освободил воевода Лука Владимирович Ляпунов, поспешивший на выручку из Полоцка.
В марте 1660 года «голова московских стрельцов» Василий Пушечников со своим полком был выслан в Вильно к князю Д. Е. Мышецкому, а в мае 1660 года он был послан со своим полком к боярину князю И. А. Хованскому («Тарарую») под Ляховичи.
17 и 18 июня 1660 года в битвах под Полонкой и под Ляховичами русская рать под командованием князя Хованского потерпела поражение от польско-литовских войск Сапеги, Чарнецкого, Полубинского и Кмитича. Поражение было столь тяжёлым, что только через месяц, 12 июля, можно было собрать остатки войска, определить потери и сделать смотр оставшимся частям. На смотру войска в Полоцке В. Л. Пушечников оказался на лицо («в естех»); после смотра он остался в Полоцке.
Кроме войска князя Хованского, действовавшего под Полоцком, в Белоруссии находилась второе русское войско под командованием князя Ю. А. Долгорукова. Польско-литовские полки, стоявшие между двумя русскими воеводами, всячески пытались препятствовать их соединению.
Разбив Хованского, Павел Сапега, Стефан Чарнецкий, Михаил Пац и Александр Полубинский со своими силами выступили против группировки Долгорукова, но были разбиты в трехдневном сражении при селе Губарево (под Могилевом). Несмотря на победу, положение князя Долгорукова было затруднительным, так как поляки и литовцы захватывали провиант и гонцов, посылаемых в Смоленск.
Между тем Хованский оправился от поражения под Полонкою и привел своё войско в порядок. Польско-литовская армия под командованием Чарнецкого и Сапеги расположилась в окрестностях Полоцка. Иван Хованский, имевший 12-тысячное войско, собрал военный совет (на котором присутствовал и «голова московских стрельцов» — Василий Пушечников) и решил дать сражение противнику. В ноябре 1660 года в окрестностях Полоцка русское войско потерпело новое поражение от польско-литовской армии и вынуждено было отступить назад, в город.
В марте 1661 года князь Хованский получил приказ, — как только придут в Полоцк на смену новые пехотные полки из Смоленска и Москвы, московских стрельцов с их «головами» отпустить в столицу. 1 сентября 1662 года В. Пушечников находился в Москве и продолжал служить головой московских стрельцов.
В 1667 года В. Л. Пушечников был отправлен с полком московских стрельцов в Астрахань. В 1671 году после подавления разинского восстания в Астрахани царское правительство отправило на воеводство в Астрахань боярина князя Я. Н. Одоевского и стольника И. М. Коркодинова. Стряпчий Василий Лаврентьевич Пушечников «придан был» им в товарищи и стал третьим воеводой.
В феврале 1674 года на смену князю Одоевскому первым воеводой в Астрахань был назначен окольничий И. М. Милославский, а его «товарищами» оставались И. М. Коркодинов и В. Л. Пушечников. 3 марта 1675 года Василий Пушечников был вызван из Астрахани в Москву.
В 1675 году В. Л. Пушечников был пожалован из стряпчих в стольники, а в 1677 году его назначили «товарищем» воеводы в Казань, к Михаилу Львовичу Плещееву.
Позднее Василий Пушечников получил звание «полковника стрелецкого». В январе 1682 года принял участие в Земском соборе в Москве, где подписал соборное постановление об отмене местничества. В том же году после венчания на царство братьев Ивана и Петра Алексеевичей (25 июня 1682 года) Василий Лаврентьевич Пушечников был пожалован из стольников в думные дворяне.
Последний раз упоминается в 1692 году в чине думного дворянина.